# Туризм в Джибути
Туризм в Джибути — один из секторов экономики этого государства. Туристическая инфраструктура в Джибути развита крайне слабо, однако количество иностранных туристов, посещающих страну, постепенно растёт. 

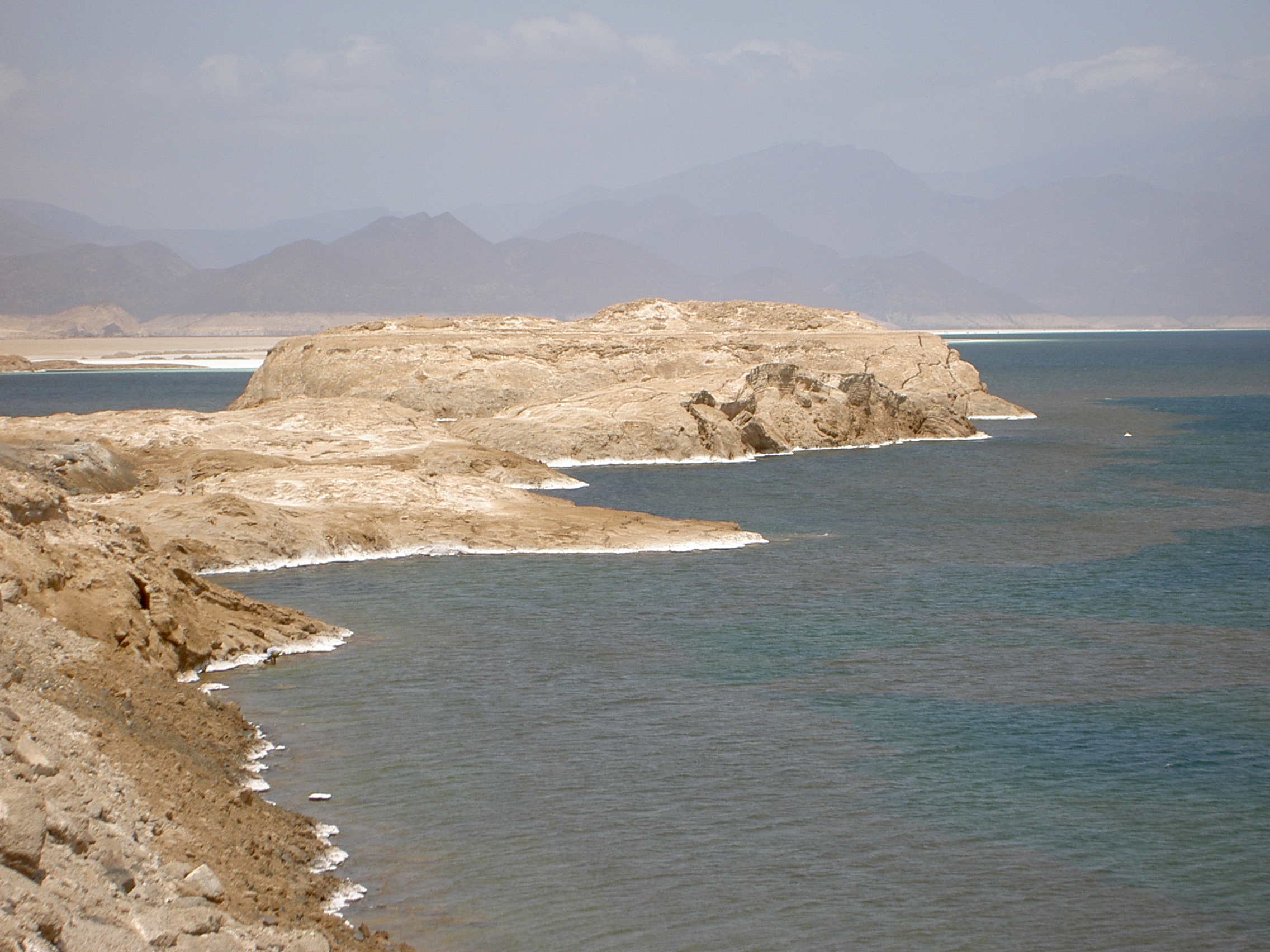
Озеро Ассаль — один из основных объектов туризма в Джибути

## Общие сведения
Туризм не входит в число отраслей, приносящих основной доход экономике страны (основные поступления в бюджет идут от сферы услуг, промышленности, преимущественно добывающей, и сельского хозяйства). Тем не менее, с каждым годом страну посещает всё большее число туристов. Развитие туризма курируется Национальным офисом туризма Джибути (фр. Office National de Tourisme de Djibouti). В 2000 году страну посетили около 20 тыс. иностранных туристов, в 2005 — около 30 тыс., из которых около 65 % были гражданами Франции. Общие финансовые поступления от туризма в 2004 году составили только 7 млн. долл..
В Джибути отсутствуют какие-либо значимые исторические памятники или архитектурные достопримечательности. Потенциальных туристов может привлекать нетронутая природа этой страны и экзотический образ жизни её населения, в значительной части сохранившего традиционный уклад. Именно на природных объектах туристического интереса сосредоточено основное внимание деятельности Национального офиса туризма.
К объектам экотуризма в первую очередь относятся живописное побережье и пляжи залива Таджура и берега Баб-эль-Мандебского пролива. В заливе Таджура также расположены несколько островов, берега которых предоставляют хорошие возможности для дайвинга ввиду отличной сохранности морской фауны. Может быть организована морская рыбалка, однако вывоз объектов морской фауны и кораллов запрещены. Интерес может представлять посещение солёного озера Аббе, расположенного на границе между Джибути и Эфиопией. Особо живописным считается солёное озеро Ассаль (примерно в пяти километрах от залива Таджура), расположенное на 153 м ниже уровня моря и окружённое потухшими вулканами и чёрными полями застывшей лавы.

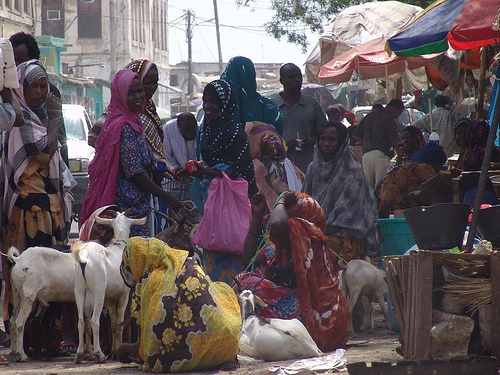
На базаре в городе Джибути

Туристов также может привлекать столица страны, с достаточно хорошо сохранившимися колоритными районами постройки конца XIX века и обширным главным базаром. В столице, находящейся на побережье, имеется несколько мест для купания, но иностранным туристам пользоваться ими не рекомендуется.

## Проблемы развития туризма
Джибути остаётся крайне бедной страной с острыми социально-экономическими проблемами. Увеличению количества приезжающих туристов препятствуют прежде всего неразвитая туристическая инфраструктура и отсутствие современной транспортной сети. Большой проблемой является острейшая нехватка квалифицированного персонала и незнание им иностранных языков, кроме французского. Все данные трудности усугубляются очень высокой (по африканским меркам) стоимостью транспорта и телекоммуникационных услуг. Гостиничная инфраструктура развита также исключительно слабо. По данным на 2007 год, во всей стране имелось лишь два крупных отеля, на 185 и 177 номеров соответственно, прочих гостиничных номеров было в наличии 655. К неблагоприятным факторам относится и сложная санитарно-эпидемиологическая обстановка в Джибути — туристы должны соблюдать определённые меры предосторожности в связи с опасностью заражения инфекционными и кишечными заболеваниями.
Однако будущее туристической отрасли Джибути рассматривается специалистами как весьма многообещающее. Правительство Джибути, осознавая большой потенциал развития национального туризма, принимает для этого разнообразные меры — например, максимально облегчая режим иностранных инвестиций в туристическую инфраструктуру. Приоритет отдаётся строительству гостиниц и сооружению дорог, отвечающих современным мировым стандартам.